# Транснептуновый объект
Транснепту́новый объе́кт (ТНО) — небесное тело Солнечной системы, которое обращается по орбите вокруг Солнца и у которого среднее расстояние до Солнца больше, чем у Нептуна (30 а.е.).
Транснептуновые объекты образуют пояс Койпера, рассеянный диск и облако Оорта.
В 1930 году был открыт Плутон — первый известный науке транснептуновый объект, с момента открытия до 2006 года считавшийся девятой планетой Солнечной системы.
В 1978 году был открыт Харон, спутник Плутона. Следующий транснептуновый объект, (15760) 1992 QB1 был открыт только в 1992 году — более чем на 60 лет позже Плутона.
По состоянию на 11 февраля 2021 года известно 3555 транснептуновых объектов.
Крупнейшими из них являются Эрида (по массе) и Плутон (по размеру). Самыми удалёнными ТНО на 2019 год являются объекты 2018 AG37 (FarFarOut) с текущим расстоянием 132,2±1,5 а.е. и 2018 VG18, находящийся на расстоянии 120 а.е. от Солнца. Самой большой известной полуосью орбиты (1712±45 а.е.), самым большим известным значением афелия (3419±86 а.е.) и самым большим периодом обращения вокруг Солнца (70 800±2800 лет) обладает небольшой транснептуновый объект 2017 MB7. Самое большое известное значение перигелия (80,5 а.е.) — у 2012 VP113.

## Размеры
Нептун — самая далёкая известная планета Солнечной системы. Среди известных на 2014 год транснептуновых объектов (ТНО) 4 попадают под определение карликовых планет.
В приведённой ниже таблице перечислены карликовые планеты и другие транснептуновые объекты с диаметром, превышающим 700 км, и приведены их параметры.
| Объект      | Абс. зв. величина (H) | Диаметр, км           | Тип                                 | Количество спутников |
| ----------- | --------------------- | --------------------- | ----------------------------------- | -------------------- |
| Плутон      | −0,7                  | 2374                  | Плутино                             | 5                    |
| Эрида       | −1,1                  | 2326 ± 12             | Объект рассеянного диска            | 1                    |
| Хаумеа      | 0,4                   | 1720 (2322×1701×1138) | Кьюбивано в поясе Койпера           | 2                    |
| Гун-гун     | 2                     | 1535+75 −225          | Объект рассеянного диска            | 1                    |
| Макемаке    | 0,1                   | 1426                  | Кьюбивано в поясе Койпера           | 1                    |
| Харон       | 1                     | 1207                  | Спутник                             | -                    |
| Квавар      | 2,7                   | 1185 × 1123           | Кьюбивано в поясе Койпера           | 1                    |
| Седна       | 1,8                   | 1041                  | Обособленный транснептуновый объект | 0                    |
| Орк         | 2,3                   | 983                   | Плутино в поясе Койпера             | 1                    |
| Мани        | 4,0                   | 960                   | Кьюбивано в поясе Койпера           | 0                    |
| Салация     | 4,2                   | 921                   | Кьюбивано в поясе Койпера           | 1                    |
| Айа         | 3,5                   | 795                   | Объект рассеянного диска            | 0                    |
| Шиминигагуа | 3,3                   | 760                   | Объект рассеянного диска            | 0                    |
| Ахлис       | 3,7                   | 747                   | Плутино в поясе Койпера             | 1                    |
| Варда       | 3,5                   | 746 ± 16              | Кьюбивано в поясе Койпера           | 1                    |
| Варуна      | 4,0                   | 728                   | Кьюбивано в поясе Койпера           | 0                    |
| 2002 UX25   | 3,9                   | 704                   | Кьюбивано в поясе Койпера           | 0                    |
| 2004 GV9    | 4,2                   | 703                   | Кьюбивано в поясе Койпера           | 0                    |

## Пространственное распределение
На диаграмме показаны большие полуоси и наклонения орбит ТНО (включая объекты пояса Койпера). В левой части для сравнения помещены кентавры. Резонансные объекты помечены красным цветом.